# Pianofortefabrik Otto Thein
Das Gebäude der Pianofortefabrik Otto Thein in  Bremen-Mitte, Ortsteil Ostertor, Bohnenstraße 4A, stammt aus dem späten 19. Jahrhundert.
Es wird aktuell (2023) bei Leerstand auch für Werkstätten und Wohnungen genutzt.
Das Gebäude steht seit 2020 unter Bremischem Denkmalschutz.

## Geschichte
Die in Hildesheim gegründete Pianofortefabrik Otto Thein verlegte 1870 ihren Sitz nach Bremen, 1880 in die Ansgaritorstraße 5, und sie hatte ab 1889 in der Meinkenstraße 50 ihre Fabrikation. Sie baute individuell entworfene Klaviere für die obere Mittelklasse als sogenannte „Pianoforte“ (stufenlose leise (piano) und laute (forte) Anschlagstärke). Gebaut wurden aber später auch Geigen, Blechinstrumente, Gitarren, Flöten und Klarinetten. In der Bahnhofstraße 1 hatte in den 1950er bis 1970er Jahren die Pianofabrik Otto Thein einen Laden. An der Adlerstraße war später auch ein Geschäft des Klavierbaumeisters Otto Thein, Sohn aus der großen Familie Thein.
Das dreigeschossige verklinkerte verwinkelte historisierende Gebäude mit Satteldach, markantem Gesims, segmentbogigen Fenstern und einem hofseitigen Lastenaufzug vor der Fassade wurde 1895 für die Pianofortefabrik Otto Thein unweit der Meinkenstraße gebaut. Die Fabrikation fand auch hier in den verschiedenen Stockwerken statt. Im Erdgeschoss war ein Laden/Ausstellungsraum und in den Obergeschossen zwei Kontore.
Das Landesamt für Denkmalpflege Bremen befand: „… Nur noch selten finden sich heute Industriebauten dieser Größe und einer in den Straßenbereich hinein repräsentativen Wirkung im Bremer Stadtgebiet …“